# Bad Guy (chanson de Billie Eilish)
 (juillet 2025).
Le contenu est difficilement compréhensible vu les erreurs de traduction, qui sont peut-être dues à l'utilisation d'un logiciel de traduction automatique.
Pour les articles homonymes, voir Bad Guy.
Singles de Billie Eilish
Wish You Were Gay
(2019) All the Good Girls Go to Hell
(2019)
Bad Guy (stylisée en minuscules : « bad guy ») est une chanson de l'auteure-compositrice-interprète américaine Billie Eilish publiée le 29 mars 2019 par les labels Dark Room et Interscope Records et produite par Finneas O'Connell. Il s'agit du cinquième single extrait de When We All Fall Asleep, Where Do We Go?, le premier album studio de la chanteuse, tandis que la production était uniquement gérée par ces derniers. Décrit comme une chanson pop-trap et nu-goth, Bad Guy présente une instrumentation minimaliste fournie par une basse synthé, une grosse caisse, des frappes au doigt et une basse 808. Au niveau des paroles, Eilish reproche à un amant d'être un méchant ; cependant, elle suggère finalement qu'elle est plus dure que lui. La chanteuse aborde également des sujets tels que la misandrie et le sarcasme.
À sa sortie, Bad Guy a reçu des critiques généralement positives de la part des critiques musicaux, plusieurs d'entre eux louant son contenu lyrique. Il a également été comparé à du matériel publié par les White Stripes, Lorde et Fiona Apple. Succès commercial, la chanson a atteint la première place dans les charts en Australie, au Canada, en Estonie, en Finlande, en Grèce, en Islande, en Nouvelle-Zélande, en Norvège et en Russie. Bad Guy a également culminé au deuxième rang des classements Billboard Hot 100 et UK Singles Chart, entre autres. Il a obtenu plusieurs certifications, notamment le quadruple platine décerné par Australian Recording Industry Association (ARIA) et Music Canada. Le 19 août 2019, il devient no 1 au Billboard Hot 100.
Dave Meyers a réalisé le vidéoclip d'accompagnement de Bad Guy, chargé sur la chaîne YouTube d'Eilish en même temps que la version numérique du single. Il met en vedette la chanteuse impliqué dans plusieurs activités, notamment danser sauvagement, faire l'expérience d'un saignement de nez et s'asseoir sur le dos d'un homme qui fait des pompes. Le visuel a été noté par ses relecteurs pour ses éléments de camp et ses images excentriques. Pour plus de promotion, Eilish a interprété la chanson en direct à plusieurs reprises, notamment au festival de musique et d'art de Coachella Valley et au festival de Glastonbury, ainsi que lors de sa propre tournée When We All Fall Asleep (2019). Le 11 juillet 2019, un remix de Bad Guy mettant en vedette le chanteur canadien Justin Bieber a été diffusé.
En novembre 2020, le clip de la chanson a atteint le milliard de vues.

## Développement
Billie Eilish publie le clip vidéo de Bad Guy le 29 mars 2019 afin de faire la promotion de son premier album studio sorti le même jour. Un remix de la chanson en duo avec le chanteur canadien Justin Bieber est publié au mois de juillet.

## Composition et interprétation lyrique
Musicalement, Bad Guy est divisé en deux moitiés, la première moyennement rapide à 132-138 battements par minute (BPM) et la seconde à 60 BPM. La chanson est jouée dans la tonalité de sol mineur, tandis que les voix d'Eilish couvrent une plage de F3 à C6. Appelé « pop-trap » et « nu-goth pop » dans les revues de presse, Bad Guy propose une production minimaliste composée d'une basse synthé, d'une grosse caisse, de sons amplifiés et de 808 basses. Le morceau utilise un « riff synthétiseur » et un « cartoony » synthé ; Louie XIV de Vanity Fair a qualifié Bad Guy de « musique de danse à travers un miroir fun house ».
Pendant les paroles, Eilish se moque d'un amant pour qu'il soit un méchant. Cependant, à mesure que la chanson avance, elle suggère qu'elle est plus dure que lui, chantant dans un « murmure effronté et nonchalant », selon la critique[précision nécessaire] ; et la chanson aborde d'autres thèmes, tels que la misandrie, la jubilation, le sarcasme et la méchanceté. En plus des cadences « spirituelles »[C'est-à-dire ?], Eilish utilise également plusieurs paroles ironiques. Au cours du chœur à mi-voix de la chanson, la chanteuse explique sa relation avec les autres et rejette leurs attentes.
En analysant le contenu des paroles de Bad Guy, Caitlin White de Uproxx écrit[réf. nécessaire] qu’elle voit « la voix d’une femme adolescente se vanter de son pouvoir, affirmant sa domination sexuelle et se servant des hommes comme jouets plutôt que de les chanter ». Elle ajoute : « Bad Guy place une jeune pop star dans un rôle habituellement réservé aux hommes travaillant dans le rock ou le hip-hop ». AJ Longabaugh de V compare les paroles à l'œuvre tardive d'Amy Winehouse.[réf. nécessaire]

## Réception critique
À sa sortie, Bad Guy était généralement plébiscité par les critiques musicaux. White de Uproxx a comparé la chanson au matériau publié par les White Stripes en écrivant: "C’est le genre de chanson qui renforce le pouvoir à mesure qu’il se déroule, un hymne empreint de légèreté et de désinvolture". Qualifiant cela de "discret banger", Chris DeVille de Stereogum a établi des comparaisons avec des goûts de Lorde et Fiona Apple. Sam Prance, qui écrivait pour PopBuzz, pensait que Bad Guy était "emblématique" et a dit que les paroles "duh" étaient "déjà l'un des moments musicaux les plus remarquables de 2019". "C'est l'hymne parfait pour tous ceux qui aiment entrer en contact avec leur côté sombre", a-t-il résumé. Louie XIV de Vanity Fair a inclus le titre dans la liste des 9 chansons de 2019 qui pourraient prédire l’avenir de la pop: "Billie a refait le look du succès de la pop: ironique, conscient de soi, intime, en bricolage et payant face aux normes datées pour teen-pop idol-dom ". Suzy Exposito de Rolling Stone pensait qu'Eilish se souvenait du personnage fictif de DC Comics, Harley Quinn, au cours de la chanson, "jouant le rôle d'un méchant de la bande dessinée dans une voix qui suggère la sœur gamine de Lorde". Une critique négative est venue de Stacey Anderson de Pitchfork, qui a critiqué la "vantardise contre le viol statutaire" d'Eilish et a trouvé la chanson "périmée". Mais les fans de cette création d'Eilish sont nombreux et nombreuses, incluant d'ailleurs une autre chanteuse: Britney Spears.

## Clip vidéo et promotion
Un clip vidéo pour Bad Guy réalisé par Dave Meyers a été chargé sur la chaîne YouTube officielle d'Eilish le 29 mars 2019. Il commence par la prise de vue d'un fond jaune puis Eilish y parle de sortir son Invisalign avant de se mettre à rire. Elle finit par se frayer un chemin à travers le mur et tend son Invisalign à un homme à sa droite. Les scènes suivantes montrent Eilish dansant "sauvagement" parsemée de ses pigeons "ennuyeux", saignant du nez tout en portant une tenue blanche dans une pièce bleue avec une horloge, versant du lait et des céréales dans la bouche d'un homme de marque sur fond de désert rouge , montés dans une voiture miniature avec un groupe d'hommes sur des tricycles, portant un équipement de plongée en apnée tandis que la tête des hommes flottent dans des sacs en plastique au-dessus d'elle et assis sur un mur devant un groupe d'hommes en surpoids qui se tordent le ventre. La vidéo se termine de manière "sinistre" alors qu'Eilish est assise sur le dos d'un homme qui fait des pompes dans une salle rouge sombre.
Le clip a été reçu positivement par les critiques musicaux. Uproxx a appelé l'utilisation de "!!!!!!!" à ses débuts "efficace". James Rettig de Stereogum a remarqué des éléments du camp, tout en reconnaissant que la vidéo "demeurait émotionnellement sincère et vulnérable. Celle-ci présente beaucoup d'images bizarres [...] d'une manière à la fois maladroite et véritablement troublante". Chloe Gilke, écrivant pour Uproxx, a souligné que le visuel prenait à la lettre plusieurs paroles de la chanson et commentait: "La vidéo est inondée de couleurs primaires et en noir et blanc, l’esthétique audacieuse d’Eilish". Jon Blistein de Rolling Stone a remarqué "une série de séquences étranges, grotesques et étrangement hilarantes", tandis que Laura Dzubay du Michigan Daily signalait "d'étranges danses, allant d'une rampe à la manière exorciste à une ronde énergique".
À sa sortie, le clip a été accusé de plagiat "flagrant" d'un photoshoot du magazine Toiletpaper de Maurizio Cattelan et Pierpaolo Ferrari. La vidéo a fait l’objet d’une attention considérable en ligne et a fait l’objet de plusieurs mémoires. Melissa McCarthy l'a parodié au Ellen DeGeneres Show en mai 2019. Pour sa promotion ultérieure, Eilish a présenté plusieurs représentations en direct de Bad Guy. Le 7 mai 2019, elle l'a chanté sur Jimmy Kimmel Live!, ainsi que lors du Big Weekend de Radio BBC le 26 mai, et a également interprété la chanson lors du festival de musique et d'art Coachella Valley le 20 avril, et le festival de Glastonbury le 30 juin. Bad Guy a été ajouté à la liste des concerts de la tournée When We All Fall End (2019).

## Reprises et utilisation dans les médias
En juin 2019, Bastille a chanté Bad Guy aux studios Maida Vale de BBC dans le cadre d'un mélange de Bad Romance de Lady Gaga (2009), Bad Blood de Taylor Swift (2015), de "Misirlou" de Dick Dale. Pour leur réinterprétation, Bastille a ajouté des guitares "surfy" et des chanteurs "soulful", et a changé l'intrigue lyrique de la chanson en modifiant la ligne originale . Two Door Cinema Club a également repris la piste sur le Live Lounge de BBC le même mois, ainsi que Alexandra Stan sur Virgin Radio Romania en juillet. Le groupe The Interrupters a repris en single, sorti en octobre 2019, le titre. Bad Guy a été utilisé pour une publicité de Calvin Klein concernant leur campagne My Truth. La chanson a aussi été utilisée pendant le générique de fin du film d'horreur de super-héros 2019, Brightburn. Music Rights Clearance a cédé les droits de cette chanson pour une publicité de Kia. La chanson est utilisée dans la série Umbrella Academy, reprise par The Interrupters.

## Accueil commercial
La semaine de sa sortie, Bad Guy se classe septième du top Billboard Hot 100. Au mois de juin 2019, il atteint la deuxième place de ce classement, avant de monter à la première place le 24 août de la même année. Il entre également dans le top 10 du Top 40 Mainstream. Le mois suivant, il devient le deuxième single de la chanteuse à atteindre la première place du top Alternative Songs, après Bury a Friend.

## Crédits et personnel
- John Greenham - ingénieur de mastering, personnel de studio
- Rob Kinelski - mixage, personnel de studio
- Billie Eilish O'Connell - voix, compositeur, parolier
- Finneas O'Connell - producteur, compositeur, parolier

## Classements et certifications
| Classement (2019)                          | Meilleure position |
| ------------------------------------------ | ------------------ |
| Allemagne (GfK Entertainment)              | 4                  |
| Argentine (Argentina Hot 100 (en))         | 20                 |
| Australie (ARIA)                           | 1                  |
| Autriche (Ö3 Austria Top 40)               | 2                  |
| Belgique (Flandre Ultratop 50 Singles)     | 3                  |
| Belgique (Wallonie Ultratop 50 Singles)    | 4                  |
| Canada (Hot 100)                           | 1                  |
| Chine (Airplay/FL (en))                    | 3                  |
| Colombie (National-Report)                 | 22                 |
| Communauté des États indépendants (Tophit) | 1                  |
| Corée du Sud (Gaon)                        | 5                  |
| Danemark (Tracklisten)                     | 2                  |
| Écosse (OCC)                               | 3                  |
| Espagne (PROMUSICAE)                       | 17                 |
| Estonie (IFPI)                             | 1                  |
| États-Unis (Hot 100)                       | 1                  |
| États-Unis (Alternative Songs)             | 1                  |
| États-Unis (Adult Pop Songs)               | 7                  |
| États-Unis (Dance Club Songs)              | 23                 |
| États-Unis (Dance/Mix Show Airplay)        | 5                  |
| États-Unis (Pop Airplay)                   | 1                  |
| États-Unis (Rhythmic Songs)                | 38                 |
| États-Unis (Rock Airplay)                  | 2                  |
| États-Unis (Rolling Stone Top 100)         | 1                  |
| Finlande (Suomen virallinen lista)         | 1                  |
| France (SNEP)                              | 5                  |
| France (SNEP Ventes)                       | 2                  |
| Grèce (IFPI)                               | 1                  |
| Hongrie (Rádiós Top 40)                    | 26                 |
| Hongrie (Rádiós Top 40)                    | 1                  |
| Hongrie (Rádiós Top 40)                    | 1                  |
| Irlande (IRMA)                             | 2                  |
| Islande (Tonlist)                          | 1                  |
| Italie (FIMI)                              | 2                  |
| Japon (Hot 100)                            | 17                 |
| Lettonie (Latvijas Top 40 (en))            | 6                  |
| Luxembourg (Billboard)                     | 3                  |
| Malaisie (RIM (en))                        | 2                  |
| Mexique (Mexico Ingles Airplay (en))       | 1                  |
| Norvège (VG-lista)                         | 1                  |
| Nouvelle-Zélande (RMNZ)                    | 1                  |
| Pays-Bas (Nederlandse Top 40)              | 9                  |
| Pays-Bas (Single Top 100)                  | 5                  |
| Pologne (ZPAV)                             | 9                  |
| Portugal (AFP)                             | 4                  |
| Tchéquie (IFPI Rádio)                      | 7                  |
| Tchéquie (IFPI Singles Digitál)            | 1                  |
| Roumanie (Romanian Radio Airplay)          | 41                 |
| Royaume-Uni (UK Singles Chart)             | 2                  |
| Russie (Tophit)                            | 1                  |
| Singapour (RIAS (en))                      | 5                  |
| Slovaquie (IFPI Rádio)                     | 68                 |
| Slovaquie (Singles Digitál Top 100)        | 1                  |
| Suède (Sverigetopplistan)                  | 2                  |
| Suisse (Schweizer Hitparade)               | 2                  |

| Classement (2019)         | Meilleure position |
| ------------------------- | ------------------ |
| Brésil (Top 50 Streaming) | 46                 |

| Région | Certification | Ventes/Streams |
| --- | ------------- | -------------- |
| Allemagne (BVMI) | Or            | 200 000^       |
| Australie (ARIA) | 4 × Platine   | 280 000^       |
| Belgique (BEA) | Platine       | 40 000*        |
| Canada (Music Canada) | 4 × Platine   | 320 000^       |
| Danemark (IFPI Danmark) | Or            | 45 000^        |
| Espagne (Promusicae) | Platine       | 40 000^        |
| France (SNEP) | Or            | 100 000*       |
| Italie (FIMI) | 2 × Platine   | 100 000‡       |
| Norvège (IFPI) | Platine       | 10 000‡        |
| Nouvelle-Zélande (RMNZ) | 2 × Platine   | 60 000*        |
| Royaume-Uni (BPI) | Platine       | 600 000‡       |
| *Ventes selon la certification ^Mise en rayon selon la certification xNon précisé par la certification ‡ventes/streaming selon la certification |               |                |

## Justin Bieber remix

### Contexte et composition
Le 9 juillet 2019, Eilish s'est emparée de son compte Instagram pour écarter les rumeurs concernant un deuxième album studio, laissant plutôt entendre la publication prochaine d'un projet secret. Son frère Finneas O'Connell a retweeté un tweet que Justin Bieber avait écrit la veille - en lisant "Remix" - évoquant des spéculations. La version remix est finalement sortie le 11 juillet 2019 via Darkroom  et Interscope Records. Avant sa création, les paroles de la chanson avaient été publiées sous peu sur Genius, aux côtés de la date de sortie prévue, étiquettes et écrivains. La sortie du remix est accompagnée d'une pochette illustrant la photo d'un jeune Eilish - un fan de Bieber - entouré de ses affiches. Halle Kiefer de Vulture a comparé le regard d'Eilish à celui de JoJo Siwa.
Le remix a des crédits identiques à ceux de Bad Guy original, mis à part l'ajout de Bieber et de Jason Boyd en tant qu'auteurs-compositeurs et compositeurs. Sur la chanson, la chanteuse prête des voix auto-accordées et inspirées du rap. Ses passages sont ajoutés à l'intro, après quoi il rejoint le deuxième couplet, affichant sa richesse "glacée".

### Réception critique
Les critiques de musique ont donné des critiques mitigées sur le remix lors de sa sortie. Lake Schatz de Consequence of Sound pensait que la contribution de Bieber n’avait pas eu un impact "énorme". Matthew Unterberger de Billboard a écrit: "Bieber s'amuse clairement avec son vers invité et ses ad-libs - le point culminant du remix pourrait venir avec son exclamation" skrrt! "Au milieu du vers - mais il ne semble jamais s'identifier totalement à la maniaque de la chanson- énergie fantasmagorique ". Un éditeur de BreatheHeavy a reconnu que le remix était "quelque chose que personne ne demandait, mais il va certainement insuffler une nouvelle vie à celui-ci". Callie Ahlgrim de Insider a fait écho à cette idée: "Bieber atténue quelque peu l'attrait du méchant Bad Guy d'Eilish, mais ne l'a pas mal interprété. Sa voix maladroite glisse au-dessus de la cadence, créant un contraste intéressant et irrésistible. . Jem Aswad de Variety a comparé la prestation vocale du chanteur à celle de Justin Timberlake.[réf. nécessaire]

### Crédits et personnel
- Justin Bieber - voix, compositeur, parolier
- Jason Boyd - compositeur, parolier
- John Greenham - ingénieur de mastering, personnel de studio
- Rob Kinelski - mixage, personnel de studio
- Billie Eilish - voix, compositeur, parolier
- Finneas O'Connell - producteur, compositeur, parolier